# Machsjierien
Machsjierien (Hebreeuws: מכשירין, letterlijk wat geschikt maakt tot onrein worden) of Masjkiem (Hebreeuws: משקים, letterlijk vloeistoffen) is het achtste traktaat (masechet) van de Orde Tohorot (Seder Tohorot) van de Misjna. Het traktaat telt zes hoofdstukken.
Machsjierien bevat regels voor de vloeistoffen die met droog voedsel in aanraking moeten komen om deze ontvankelijk voor onreinheid te maken (zie ook Leviticus hfst. 11:34, 37 v.).
Het traktaat komt in de Jeruzalemse noch Babylonische Talmoed voor.